# Ekoregion środkowoeuropejskich lasów mieszanych
Ekoregion środkowoeuropejskich lasów mieszanych – to ekoregion charakteryzowany występowaniem umiarkowanego lasu liściastego, który pokrywa północno-wschodnią Europę, od północnych Niemiec do północnej Mołdawii i północno-wschodniej Rumunii. Leży na dużych obszarach Polski, Litwy, Białorusi, Ukrainy oraz należącego do Rosji obwodu królewieckiego. Wydzielony przez WWF jako jeden z ekoregionów lądowych o kodzie (PA0412). Ekoregion lasów mieszanych Europy Środkowej należy do bioregionu europejskich lasów mieszanych (European Interior Mixed Forests bioregion).
Ekoregion składa się z rozległych równin w centralnej części, z pagórkowatych moren z licznymi jeziorami na północy oraz obszarów wyżynnych na południu. Zdecydowana jego większość leży na obszarach o wysokości pomiędzy 100 a 300 m n.p.m. Największe wzniesienia na południu nie przekraczają 600 m n.p.m. Roczne opady wynoszą pomiędzy 500 a 700 mm głównie w okresie wegetacyjnym. Średnia temperatura wynosi od -1 °C w Niemczech do -6 °C na obszarze Białorusi. Zalesienie jest zróżnicowane i wynosi od 15,9% na Ukrainie do 33,3% w Czechach z przewagą lasów iglastych. 
Najważniejszym obszarem ekoregionu jest położona w samym jego sercu Puszcza Białowieska leżąca na obszarze Polski i Białorusi, która jest jednym z największych, a najlepiej zachowanym obszarem leśnym w Europie.

## Najważniejsze obszary chronione
- Park Narodowy „Puszcza Białowieska” na Białorusi,
- Białowieski Park Narodowy w Polsce,
- Biebrzański Park Narodowy w Polsce,
- Briański las rezerwat w Rosji,
- Rezerwat Biosfery Środkowej Łaby w Niemczech,
- Narwiański Park Narodowy w Polsce.